# Ácido clorofórmico
Ácido clorofórmico é o composto instável de fórmula química CClO2H, e um cloreto de ácido (com uma substituição) do ácido carbônico (o outro, com duas substituições, é o fosgênio). O ácido clorofórmico é também estruturalmente relacionado com o ácido fórmico, que possui um átomo de hidrogênio ao invés de clorina. Apesar do nome similiar, é muito diferente do clorofórmio.
O ácido clorofórmico por si só é muito instável para ser manipulado para reações químicas. Entetanto, vários ésteres do ácido carboxílico são estáveis e estes cloroformatos são reagentes importantes na química orgânica. São usados para preparar anidridos de ácido carboxílico usados na síntese de peptídeos. Como outros halocarbonos relacionados, é um agente de alquilação potencialmente perigoso.
Importantes ésteres cloroformatos incluem: 4-nitrofenil cloroformato, fluorenilmetiloxicarbonilclorido, benzil cloroformato and etil cloroformato.